# Cuphea swartziana
Cuphea swartziana là một loài thực vật có hoa trong họ Lythraceae. Loài này được Spreng. mô tả khoa học đầu tiên năm 1825.